# مكتبة الأطفال العامة (عمان)
مكتبة الأطفال العامة؛ تقع المكتبة في منطقة القرم بمحافظة مسقط، بسلطنة عمان، تم افتتاحها عام 2017، وهي المكتبة الأولى من نوعها في السلطنة تم إنشاؤها لتكون مصدراً للمعرفة والثقافة وبيئة علمية مثرية وماتعة لجميع الأطفال في سلطنة عمان بمختلف أعمارهم وجنسياتهم.

## الرؤية
"أن تصبح مكتبة الأطفال العامة أحد الروافد الأساسية والفاعلة؛ لتنشئة جيل محب للمعرفة وقادر على إثرائها"

## الرسالة
"غرس حب المعرفة في نفوس النشء والمساهمة في رعاية الطفل وصقل شخصيته"

## الشعار
"المعرفة حقٌ لنا"

## أهداف المكتبة
- تعزيز الوعي بالتراث الثقافي لسلطنة عمان.[5]
- إيجاد بيئة خصبة للمعرفة للأطفال
- غرس حب المعرفة والاطلاع لدى الأطفال
- صقل الشخصيات لجعلها قوية وناجحة وقادرة على الإنخراط في كافة مناحي الحياة.[1]

## الفئات المستهدفة
الأطفال حتى عمر18 سنة

## مرافق المكتبة
- قسم الابتكار: يوفر وسائل حديثة تعتمد على الحلول الذكية لتقنية المعلومات لتعزز قدرات الأطفال للتعامل مع مع التقنيات
- معمل الحاسب الآلي: يحتوي على مصادر رقمية، مثل الكتب الإلكترونية، والكتب الصوتية، والعروض المرئية التفاعلية، والألعاب التعليمية.[1]
- مساحات مخصصة للتعليم المبكر للنشء والشباب[5]
- جلسات سرد القصص: يجلس الحكّاؤون هنا لسرد القصص للصغار من مختلف الأعمار واللغات
- منطقة الرسم والتلوين
- منطقة لعب الأطفال
- غرفة البرامج: تقام بداخلها الورش والبرامج.
- ركن برايل: يقدم مصادر المعرفة لفئة المكفوفين من الأطفال[7]
- مرافق خدمية وترفيهية: حدائق ومقاهي ومكتبات لبيع الكتب[8]